# Programme nucléaire militaire de la Suède

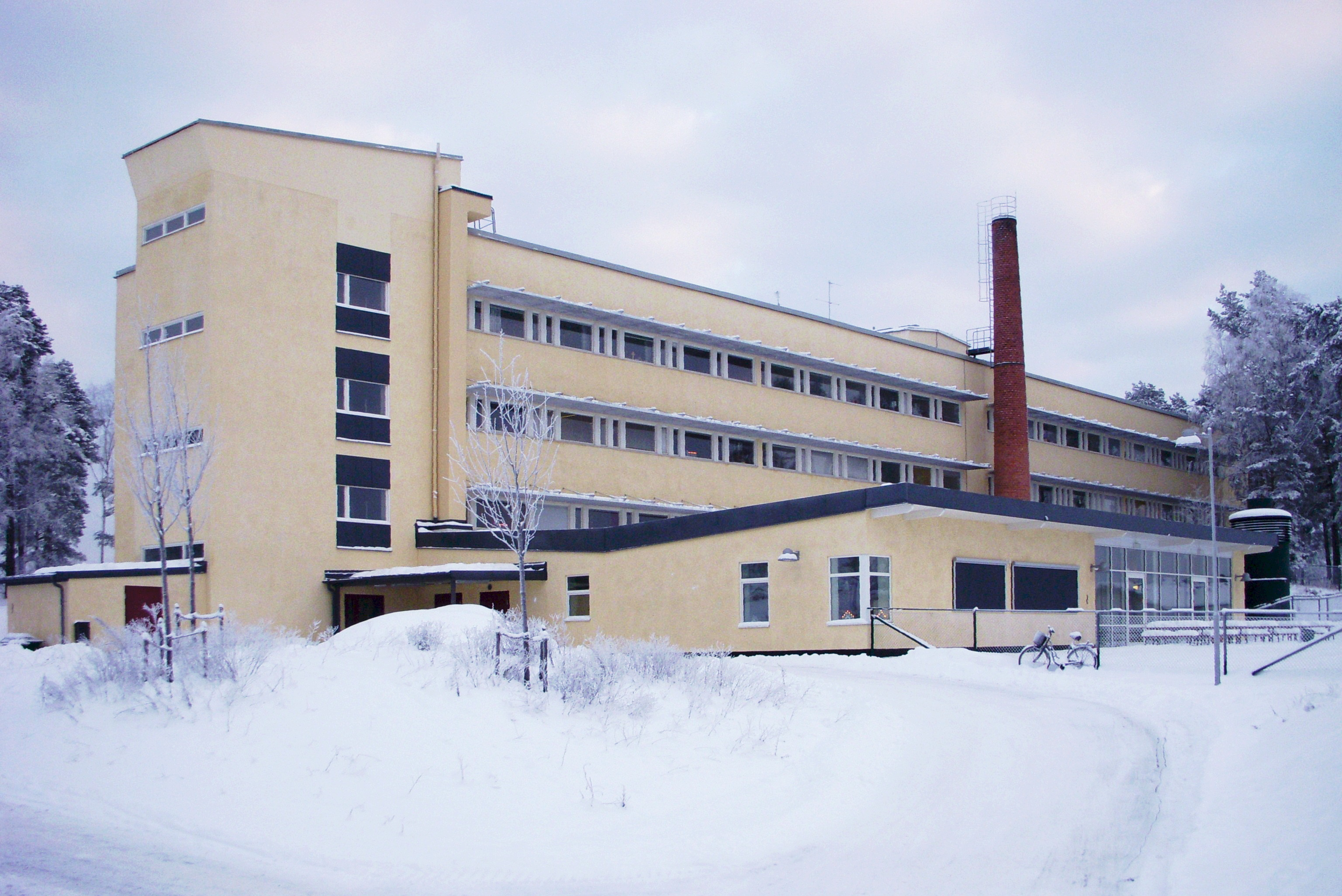
Les anciens locaux de l'institut de recherche de la Défense (FOA) dans le quartier d'Ursvik à Sundbyberg près de Stockholm. Ils abritent aujourd'hui une école maternelle et primaire.

Le programme nucléaire militaire de la Suède, visant à la production de bombes atomiques, voit le jour en 1945. Il est mené parallèlement à des recherches sur la protection contre les armes nucléaires, au sein de l'institut de recherche de la Défense (FOA) (suédois : Försvarets forskningsanstalt), et certaines activités sont entourées du plus grand secret. Le programme est arrêté en 1972, essentiellement pour des raisons politiques, sans qu'aucune arme nucléaire n'ait été construite, mais des raisons économiques ont aussi joué.
Jusqu'en 1958, le programme reste secret, et a pour objet la construction de bombes atomiques. Cette même année, le parlement suédois décide que les recherches doivent être concentrées sur la protection contre les armes nucléaires, tout en s'autorisant à revenir sur cette décision dans le futur – c'est la politique dite de liberté d'action. Avec l'aval du gouvernement, le programme visant à la construction d'une bombe atomique se poursuit pourtant, sous couvert de recherches élargies sur la protection anti-nucléaire, et il atteint son point culminant au début des années 1960.
Les recherches conduites après 1958 ont par la suite suscité la controverse, car d'aucuns estiment qu'elles ont eu lieu en dehors du cadre fixé par le parlement. La politique de liberté d'action est abandonnée en 1966, et la ratification par la Suède du traité de non-prolifération en 1968 conduit au démantèlement du programme, qui s'achève en 1972.

## Contexte
Lorsqu'une bombe atomique explose au-dessus de Hiroshima dans le dernier acte de la Seconde Guerre mondiale le 6 août 1945, peu nombreux sont ceux à l'extérieur du programme nucléaire militaire américain à avoir cru possible l'utilisation pratique de l'énergie atomique pour la conception d'une arme. Le gouvernement suédois avait pourtant reçu des signes annonciateurs des événements à venir lorsque les Alliés, vers la fin du conflit, avaient fait montre d'intérêt pour les gisements d'uranium suédois. Ceci avait pris la forme de propos incitant la Suède à instaurer un contrôle étatique sur ses ressources, et à mettre en place un contrôle de ses exportations d'uranium. Américains et Britanniques souhaitaient bénéficier d'une exclusivité sur le minerai suédois, et ce bien qu'aucune exploitation commerciale des gisements n'ait encore eu lieu. Par le biais de ses conseillers, entre autres Manne Siegbahn, le gouvernement suédois comprend, du moins sur le principe, le lien entre uranium et énergie nucléaire, et entrevoit la possibilité de construire une arme basée sur ce principe. La question est soulevée le 27 juillet 1945 par l'ambassadeur américain Hershel Johnson auprès du secrétaire de cabinet Stig Sahlin, et est discutée lors d'un conseil des ministres le 2 août. Le 11 septembre, la Suède communique sa réponse aux États-Unis : elle s'engage à mettre en place un contrôle étatique sur la production et l'exportation d'uranium, mais rejette la demande des Alliés qui souhaitaient une exclusivité ou un droit de véto sur ce même minerai.
Pendant la Seconde Guerre mondiale, la Suède se lance dans des recherches en physique appliquée à la Défense, qui impliquent une bonne partie des grands noms de la discipline de l'époque, en particulier au sein de l'institut de physique militaire (MFI) (suédois : Militärfysiska institutet), créé en 1941. Ces recherches sont cependant concentrées sur les armes conventionnelles, qui font pendant la guerre l'objet d'une série d'innovations basées sur les récents progrès de la physique. En 1945, le MFI et deux autres organismes étatiques sont fusionnés pour créer l'institut de recherche de la Défense (FOA) (suédois : Försvarets forskningsanstalt), conformément à une directive de 1944 sur la réorganisation de la recherche militaire. Les travaux conduits par le MFI, et qui incombent désormais au FOA, concernent entre autres le moteur à réaction, les fusées, la charge creuse, ou encore le radar.
En août 1945, à peine quelques jours après la nouvelle de l'explosion atomique de Hiroshima, le commandant en chef des forces armées suédoises (ÖB) (suédois : Överbefälhavaren) Helge Jung demande au FOA, qui vient juste de voir le jour, de faire la lumière sur ce que l'on sait de cette nouvelle arme. Le premier rapport communiqué par le FOA à l'ÖB à la fin de 1945 est largement basé sur le Rapport Smyth, document publié par le gouvernement américain le 12 août 1945, qui retrace l'histoire du projet Manhattan et présente les concepts élémentaires du fonctionnement des armes nucléaires.
Au tout début, la position semble être que la Suède doit en savoir plus sur ces nouvelles armes, d'une part parce que leur existence est maintenant acquise, et d'autre part dans le but d'analyser comment s'en procurer. S'il apparait clairement que la bombe atomique a un pouvoir de destruction significativement supérieur à toutes les armes conventionnelles connues jusque-là, le fait qu'elle marque une rupture fondamentale, et que son usage voire sa possession sont éthiquement contestables, n'est pas encore établi en 1945 comme ce sera le cas au cours des années 1950. Les bombardements des villes de Dresde et de Hambourg par les Alliés avaient après tout, dans chacune des deux villes, causé autant de victimes que les bombes atomiques de Hiroshima et Nagasaki – en prenant toutefois plus de temps et en impliquant un plus grand nombre de bombardiers.

### Liens avec l'utilisation civile de l'énergie nucléaire
Aussi bien la bombe atomique en tant qu'arme que le nucléaire en tant que source d'énergie suscitent un immense intérêt aussitôt la nouvelle de l'explosion de Hiroshima connue. Avec la publication du rapport Smyth, des discussions sur l'utilisation civile du nucléaire s'engagent immédiatement aux États-Unis.
Une situation similaire se retrouve en Suède. Des études sur les applications militaires et civiles sont mises en route avant même la fin de l'année 1945. Le gouvernement met ainsi en place un comité baptisé comité Atome (suédois : Atomkommittén) dès le mois de novembre. Les liens entre les programmes nucléaires civils et militaires vont se poursuivre pendant plusieurs décennies. Même si une large partie du programme militaire est maintenue secrète, on estime que ces liens ne sont pas, au début tout au moins, matière à controverse. Ils sont par ailleurs nécessaires dans la mesure où les ressources et compétences disponibles pour mener de front les deux programmes sont insuffisantes. Ce n'est que lorsque le pacifisme anti-nucléaire commence à éclore à la fin des années 1950, puis se développe dans les années 1960, que cette collaboration commence à être considérée avec suspicion par une large partie de l'opinion.

## Début

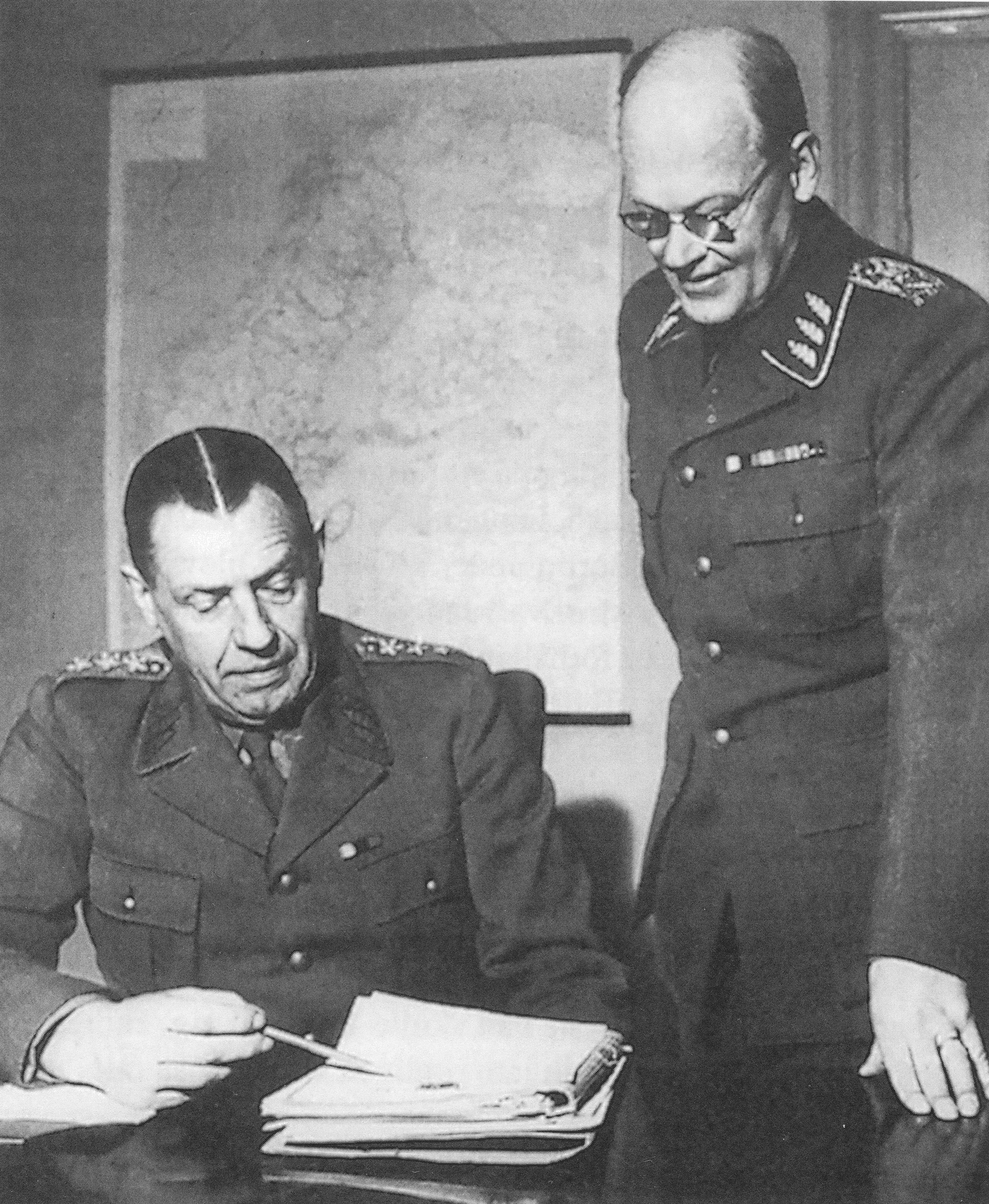
Nils Swedlund (à gauche) prend part aux discussions sur l'arme nucléaire en tant que chef d'état-major des armées, avant d'en devenir un fervent défenseur dans son rôle de commandant en chef des forces armées (ÖB).

En octobre 1945, le FOA fait une demande de fonds spéciaux pour le financement de recherches sur l'arme atomique, qui est approuvée. La plus grande partie de ce budget est consacrée à la mise au point de techniques pour l'extraction d'uranium, des études étant par ailleurs menées sur les effets de l'arme nucléaire. Début 1946, une section dédiée à la physique nucléaire est créée au sein du département physique du FOA, et à la mi-1946, une vingtaine de chercheurs de l'institut et un nombre équivalent de chercheurs extérieurs sont activement impliqués dans les activités liées à l'arme et l'énergie atomique. En 1947, l'entreprise publique AB Atomenergi est créée à l'initiative du comité Atome, dans le but de construire un réacteur expérimental et de développer des techniques pour l'extraction d'uranium dans les gisements suédois, à la fois pour les besoins civils et militaires.
À partir de 1948, on effectue un partage des activités entre le FOA et AB Atomenergi, les activités du FOA liées à l'uranium étant en particulier transférées vers la nouvelle entité, tandis qu'un accord de partenariat est mis en place, avec l'approbation finale du gouvernement en 1950, pour garantir que la recherche militaire pourra profiter du programme nucléaire civil qui débute.
Le point de départ réel du programme nucléaire militaire se situe en 1948. En février, la direction du FOA décide de concentrer son activité sur la protection contre les armes nucléaires plutôt que sur leur fabrication, sans doute en raison du partage opéré entre le FOA et AB Atomenergi. Mais à peine quelques jours plus tard, le chef d'état-major Nils Swedlund charge le FOA d'étudier la production d'une bombe atomique suédoise. L'étude est menée rapidement, et est remise le 4 mai 1948, signée du chef du département chimie du FOA, Gustaf Ljunggren, et du chef de son département physique, Torsten Magnusson. L'un des points clé du rapport est qu'il préconise de miser sur la mise au point d'une arme nucléaire au plutonium, plutôt que d'une arme à l'uranium enrichi, qui apparait plus complexe techniquement. Le rapport contient aussi les grandes lignes d'un planning pour le programme suédois d'armement nucléaire, et les premières estimations concernant les délais et les coûts. Selon ce rapport, les délais dépendent essentiellement du temps nécessaire pour la construction des réacteurs, pour l'extraction des matières premières, et finalement pour la fabrication du plutonium, plutôt que de la construction de l'arme nucléaire elle-même. Une explication à cela est qu'une erreur a été commise dans le calcul de la masse critique pour une charge au plutonium : elle a été évaluée à 20 voire 50 kg, au lieu des 6 kg réellement requis.

### Matières premières

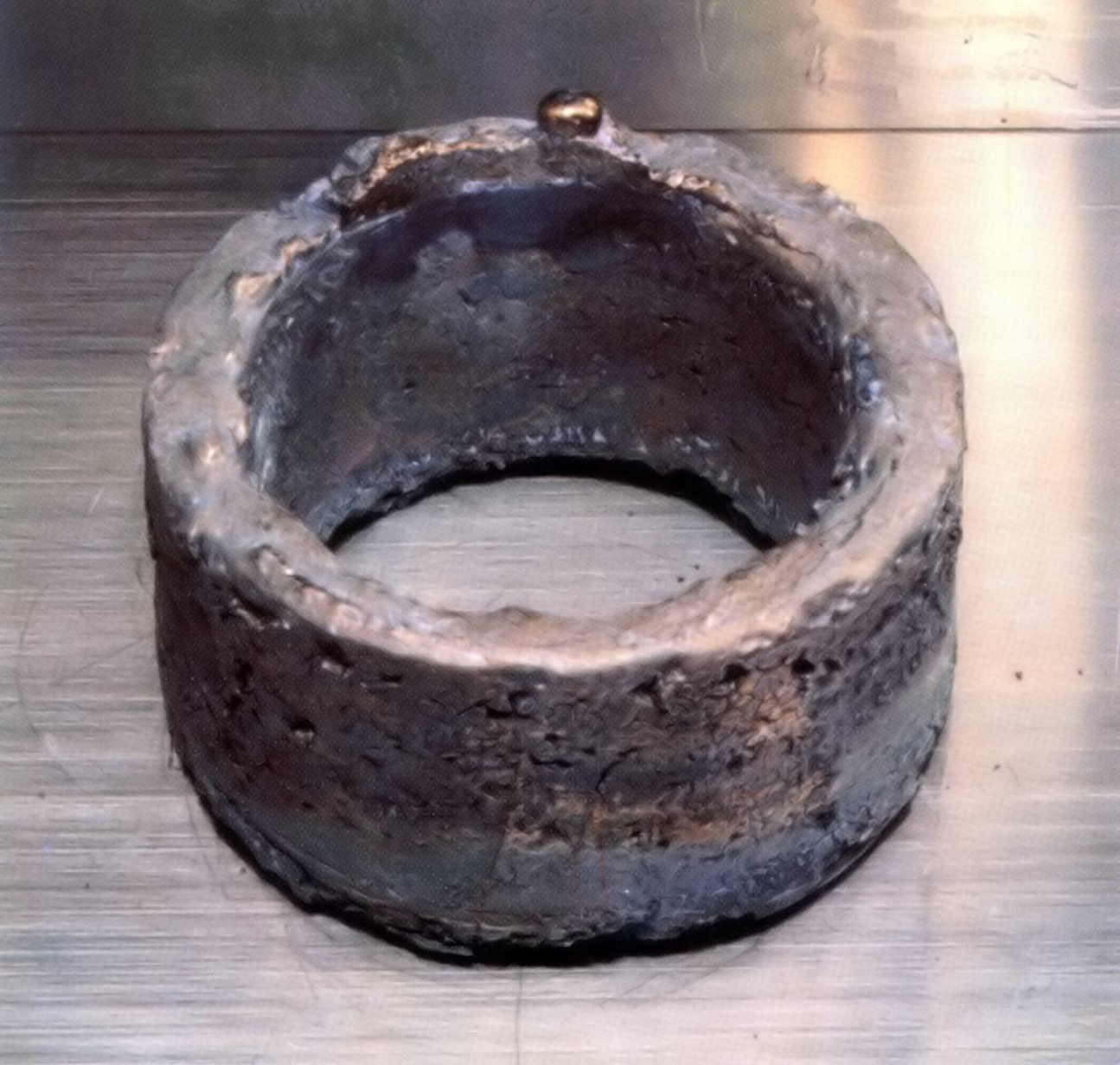
Un anneau d'uranium de 5.3 kg, produit dans le cadre du programme nucléaire militaire des États-Unis. Photo : Los Alamos National Laboratory

Pour obtenir le plutonium nécessaire à la production d'armes nucléaires, on envisage d'utiliser un réacteur à eau lourde, qui permet la transformation d'uranium en plutonium 239 (239Pu). Les matières premières principales, nécessaires en grande quantité, sont donc l'uranium, l'eau lourde et le graphite, qu'il faut se procurer en dépit des contrôles à l'exportation mis en place par plusieurs pays, dont les États-Unis, pour prévenir la prolifération des armes nucléaires dans le monde.
Des quantités significatives d'uranium ont été décelées dans des gisements de schiste en Suède, dont l'exploitation a commencé pendant la Seconde Guerre mondiale. Les Alliés, en réclamant un droit d'exclusivité sur cette ressource vers la fin du conflit, avaient témoigné de son importance stratégique. C'est le site de Ranstad qui est envisagé pour la production d'uranium. Pour l'eau lourde, l'idée est de s'en procurer auprès de la Norvège, qui en produit déjà. Dans la mesure où la Norvège a elle aussi lancé un programme nucléaire, et où ses réserves d'uranium ne sont pas équivalentes à celles de la Suède, on pense conclure un accord d'échange, uranium contre eau-lourde. Plus tard, on envisage aussi de produire de l'eau lourde dans une installation située à Ljungaverk. Enfin, on estime que se procurer du graphite ne devrait pas poser de difficultés. C'est bien la question de l'accès au plutonium qui restera, pendant toute la durée du programme nucléaire militaire suédois, la problématique majeure.
Dès l'automne 1948, AB Atomenergi et le comité Atome expriment leur désaccord dans un communiqué commun. Le projet, tel que défini dans le rapport du FOA, entrainerait un quasi-monopole militaire sur les réserves d'uranium suédois, au préjudice du programme civil, et une concentration des ressources sur la production de plutonium. Le caractère réaliste de ce plan est mis en doute, laissant apparaitre les premiers signes d'un conflit d'intérêts entre programmes nucléaires civil et militaire. Le plan du FOA prend pour hypothèse que chaque charge nucléaire nécessite 50 kg de plutonium, au lieu des 6 kg réellement requis, mais cette erreur de calcul n'a encore été décelée par personne en 1948. Ainsi, le FOA envisage la construction de 5 à 10 charges nucléaires par an, en prenant pour hypothèse une production d'un kilogramme de plutonium par jour, alors qu'une telle production permettrait de construire jusqu'à 60 charges nucléaires par an.

## Les années 1950 et la «ligne suédoise»

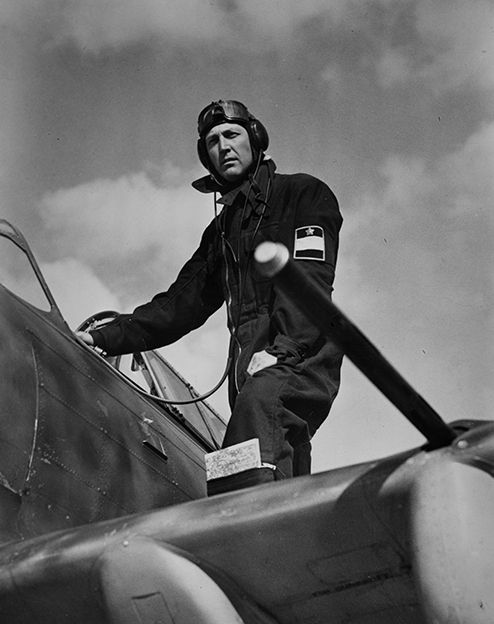
Le commandant en chef de la Force aérienne Bengt Nordenskiöld.

Au début des années 1950, la guerre froide bat son plein. La course aux armements est lancée lorsque l'URSS procède à son premier essai atomique en 1949, avant d'enchainer avec sa première bombe à hydrogène en 1953. Dans le même temps, les États-Unis adoptent, au cours de la guerre de Corée, la doctrine des représailles massives. L'intérêt stratégique des grandes puissances se porte sur le nord de l'Europe, envisagé comme une zone de stockage et de survol pour les bombardiers en cas de conflit majeur. Ceci se reflète dans le rapport ÖB-54, livré par la Défense à l'automne 1954, qui est largement consacré au développement des techniques militaires. On y met en avant les nouvelles armes telles que missiles, guerre électronique, armes bactériologiques et chimiques, mais c'est surtout l'arme nucléaire qui est présentée comme décisive. Dans son introduction, l'ÖB Nils Swedlund écrit que la Défense suédoise a besoin d'une protection et d'un antidote contre ces nouvelles armes, et doit aussi s'en procurer, dans la mesure où cela est possible et approprié. On signale aussi que le non-alignement implique que la Suède, contrairement au Danemark et à la Norvège qui sont tous deux membres de l'OTAN, n'a de garantie sur les armes nucléaires d'aucune des grandes puissances. Le non-alignement, associé au développement des techniques militaires et à la situation géostratégique, parle donc en faveur d'une bombe atomique suédoise. Dans le rapport ÖB-54, le ministère de la Défense et l'ÖB ne présentent pas un plan concret pour doter la Suède de l'arme nucléaire, mais l'argumentation officielle des forces armées pointe clairement dans cette direction, et ceci de façon publique. Le commandant en chef de la force aérienne Bengt Nordenskiöld avait du reste dès 1952 pris position publiquement en faveur de la bombe atomique suédoise, mais ceci était alors plutôt l'expression d'une opinion personnelle, et n'avait pas entrainé de débat de fond.

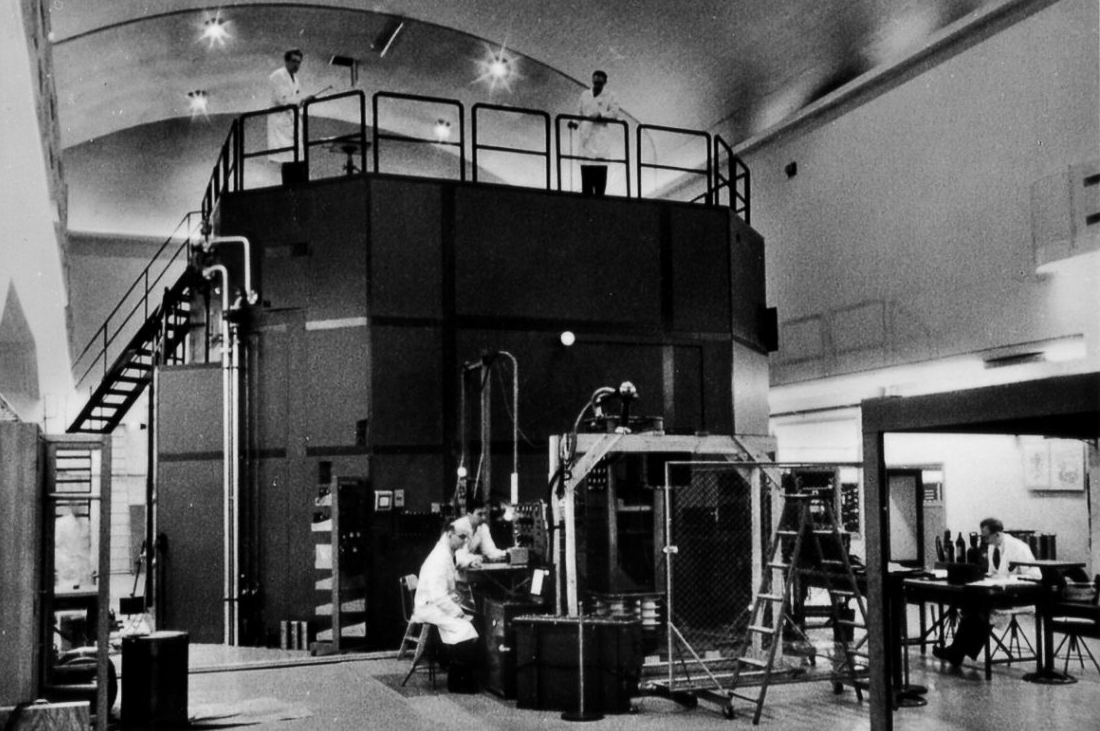
Le réacteur de recherche R1 de l'institut royal de technologie.

C'est également en 1954 que le premier réacteur nucléaire suédois, le réacteur de recherche R1, entre en service dans les laboratoires de l'institut royal de technologie, et que l'extraction d'uranium à Kvarntorp atteint le niveau qui avait été fixé initialement. En 1953, on réalise aussi que la masse critique pour une bombe au plutonium a été surévaluée, et dans un rapport écrit par Sigvard Eklund, elle est revue à la baisse à une valeur comprise entre 5 et 10 kg. La production de plutonium nécessaire au programme d'armement est donc sensiblement inférieure à ce que l'on avait précédemment estimé,

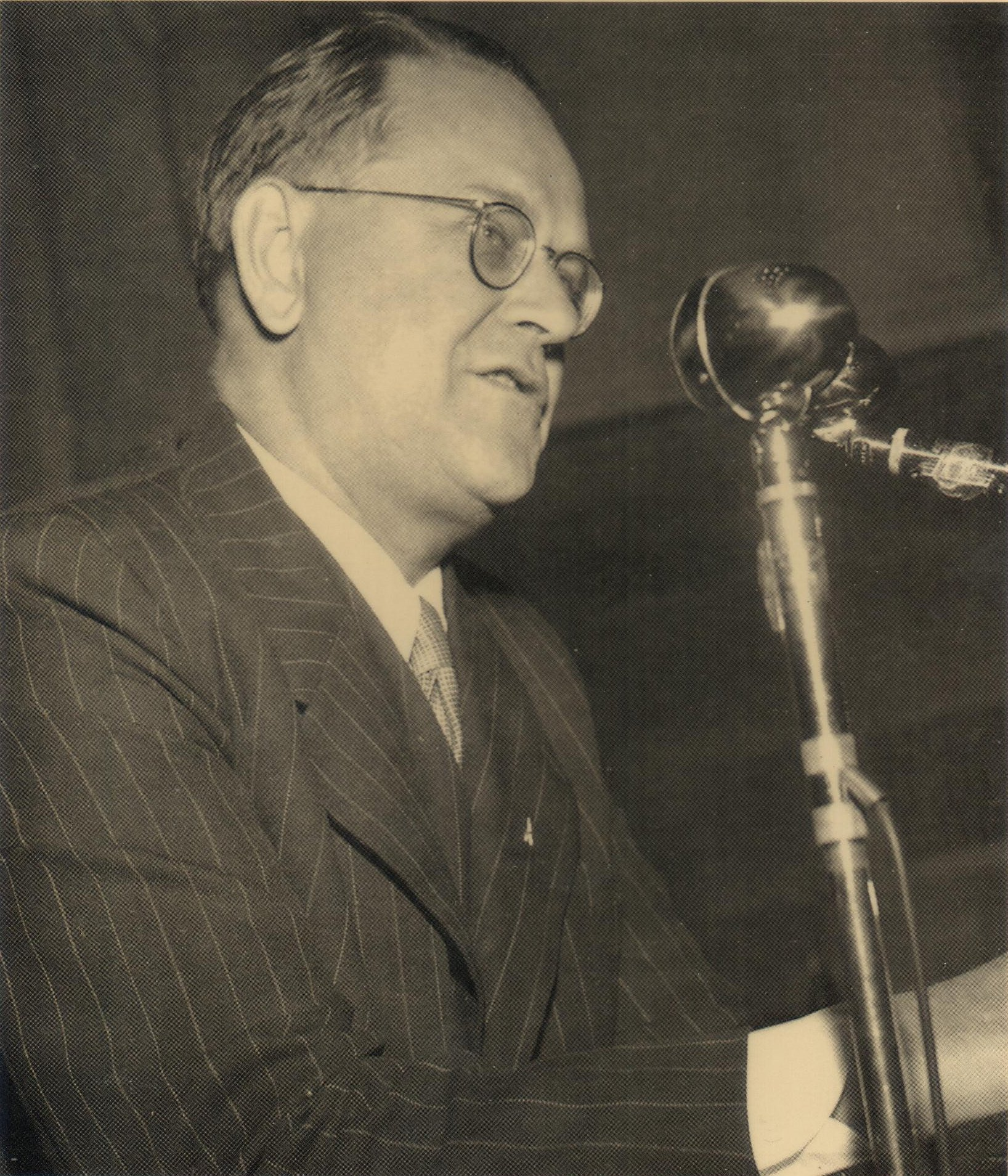
Le Premier ministre suédois Tage Erlander en 1952.

Le gouvernement Erlander II met en place en 1955 une commission sur l'énergie nucléaire civile, qui dans ses conclusions rendues en 1956 propose que la Suède mise sur l'énergie nucléaire, sous la forme d'un cycle du combustible nucléaire complet, s'appuyant sur une production nationale d'uranium et sur des réacteurs à eau lourde, la plus grande partie de ce programme étant placée sous la responsabilité de l'État. Ceci constitue le fondement de ce qui sera bientôt appelé la « ligne suédoise ». Lors d'un conseil des ministres en novembre 1955, la question de la construction d'une bombe atomique est abordée pour la première fois. C'est le ministre de la Défense Torsten Nilsson qui en prend l'initiative, et il en ressort qu'Östen Undén, Gunnar Sträng et Ulla Lindström y sont opposés. Tage Erlander s'emploie à maintenir sous silence les divisions internes des sociaux-démocrates, et prend bonne note que le programme civil pourra servir de support au programme militaire dans les années qui suivent, de sorte qu'il n'est pas nécessaire de prendre une décision définitive avant le milieu des années 1960. Il essaie ainsi de convaincre les deux parties de ne pas rendre publiques leurs divisions.
Dans le rapport ÖB-57 qui parait en 1957, la Défense et l'ÖB prennent publiquement position en faveur de l'acquisition par la Suède d'armes nucléaires tactiques. La même année, le FOA est chargé par l'ÖB d'étudier en détail la conception et la fabrication de charges nucléaires au plutonium, en y joignant plannings et coûts. Il s'agit de décrire toutes les étapes nécessaires à la construction d'une bombe atomique, en faisant abstraction cette fois du programme nucléaire civil. Une bonne part de cette étude est consacrée au plutonium et à ses propriétés - plutonium qui nécessitera des installations très complexes et hautement sensibles en raison de sa dangerosité.
Avec la prise de position publique de l'ÖB Swedlund en 1957, la question de l'arme nucléaire devient partie intégrante du débat public en Suède. Au début, la droite et la presse y sont généralement favorables, tandis que les socio-démocrates sont partagés. De ce fait, le gouvernement tente à nouveau pendant l'année 1958 d'éviter de prendre une position explicite, tout en mettant en place un projet de Défense basé sur le document ÖB-57, et qui tient compte de la tension croissante dans le monde. La solution pragmatique qui est mise en œuvre est de ne pas financer directement le développement de la bombe atomique suédoise, mais d'augmenter le budget de la recherche pour la protection contre les armes nucléaires, en donnant à ce concept la définition la plus large possible.

### L'opposition à l'arme nucléaire prend forme

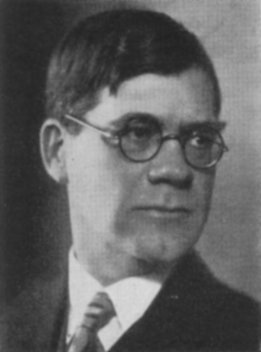
Östen Undén.

En 1956, l'association des femmes sociales-démocrates prend position contre la bombe atomique, sans créer encore de vaste mouvement d'opinion. La prise de position de l'ÖB est par contre le point de départ d'un intense débat dans la presse en 1957. Le directeur général du FOA Hugo Larsson contribue lui aussi à lancer ce débat lorsqu'il affirme, dans une interview au journal Dagens eko, que la Suède dispose des ressources nécessaires à la mise au point d'une bombe atomique, qui devrait être prête d'ici 1963 ou 1964. Parmi les promoteurs de la bombe atomique suédoise, on retrouve le rédacteur en chef du quotidien Dagens Nyheter Herbert Tingsten, et l'ex-ministre de la Défense social-démocrate Per Edvin Sköld>. Le futur premier secrétaire du Parti libéral, Per Ahlmark, en est lui-même un fervent défenseur. Nombre des premiers opposants appartiennent quant à eux à la gauche culturelle, et la question est donc régulièrement débattue dans les pages culturelles des quotidiens. Mais on retrouve aussi, parmi ces opposants, des personnalités telles que Inga Thorsson, Ernst Wigforss ou Östen Undén. Le rédacteur du magazine Folket i Bild, l'écrivain Per Anders Fogelström, milite lui aussi contre la bombe atomique suédoise. Il publie en 1958 un livre, Au lieu de la bombe atomique (suédois : Istället för atombomb), écrit en collaboration avec le leader étudiant social-démocrate Roland Morell. Une pétition lancée en 1957 réunit pour sa part 95 000 signatures, avant d'aboutir sur le bureau du Premier ministre Tage Erlander en février 1958. Le groupe d'action contre la bombe atomique suédoise (suédois : Aktionsgruppen mot svensk atombomb, AMSA) voit quant à lui le jour en juin 1958.

## Programme «S» et programme «L»
En juillet 1958, le FOA met en place les bases de deux programmes de recherche distincts :
- le programme « S », intitulé Programme de recherche concernant la protection et la défense contre l'arme nucléaire,
- le programme « L », intitulé Programme de recherche sur la conception des fondements pour la construction d'une charge nucléaire.

Les bases du programme « L » sont pour l'essentiel une version mise à jour du rapport soumis à l'ÖB l'année précédente. Quant au programme « S », dont il est question pour la première fois, il est décrit comme une base de connaissances sur les armes nucléaires, nécessaire à la formation d'une défense suédoise ne disposant pas de telles armes, mais adaptée à un conflit où l'on s'attend à une attaque nucléaire contre la Suède. Pour l'essentiel, le programme « S » reprend, malgré une description fort différentes des objectifs, les mêmes activités que le programme « L », mais avec un coût total estimé réduit de 25 %. Le programme « S » est ainsi adapté d'une part à l'objectif de l'ÖB, qui est de se procurer l'arme nucléaire, et d'autre part à l'indécision du gouvernement social-démocrate, que le FOA a pu percevoir sous la houlette de son nouveau directeur-général, Martin Fehrm. Avec ce programme, le gouvernement peut donc financer pratiquement toutes les activités nécessaires à la fabrication d'une bombe atomique suédoise, tout en prétendant ne pas le faire.
Malgré la mise en place du programme « S », l'ÖB Swedlund estime nécessaire l'approbation immédiate du programme « L ». Lors de ses entretiens en tête à tête avec le ministre de la Défense Sven Andersson à l'automne 1958, Andersson affirme qu'il préconise lui-même la construction d'une bombe atomique, mais que les divisions au sein du parti social-démocrate sont telles qu'il est préférable de ne pas aborder la question immédiatement. L'opinion du Premier ministre Tage Erlander est que la question doit être étudiée par un comité au sein du parti, et qu'une proposition doit être faite lors du congrès national de 1960. Andersson recommande donc à l'ÖB de ne pas faire de demande budgétaire pour le programme « L », qui serait de toute façon rejetée. Pourtant, en octobre 1958, la demande de crédit de Swedlund pour l'exercice 1959/1960 inclut le budget nécessaire au FOA pour démarrer les activités liées au projet « L ». Dans les notes et documents qui ont été conservés, Swedlund fait preuve d'une compréhension limitée du jeu politique, particulièrement au sein des partis. C'est ainsi que sa propre prise de position en 1957 a contribué à faire naitre l'opposition à la bombe. Il ne croit pas en la capacité de certains leaders politiques à mener le dossier à son terme. Faisant preuve d'une flexibilité insuffisante, il intervient souvent sans ménagement auprès de ses contacts personnels au sein du gouvernement.
La demande de crédit est donc rejetée, mais le FOA se voit accorder pour l'exercice budgétaire 1959/1960 une large subvention pour des « recherches élargies dans le domaine du nucléaire, des missiles et de la protection » qui couvrent de facto le programme « S »,.

### Politique de liberté d'action et recherches élargies sur la protection anti-nucléaire

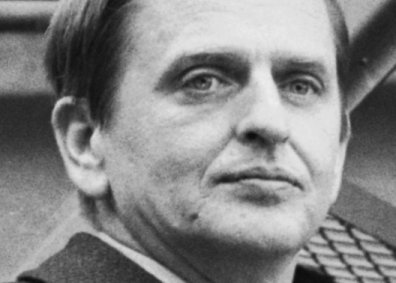
Olof Palme au début des années 1970.

En 1958, un groupe de travail dirigé par Olof Palme est créé afin de trouver au sein du parti social-démocrate un compromis sur la question de l'arme nucléaire. Dans son rapport du 12 novembre 1959, ce groupe de travail préconise que la Suède suive une politique de liberté d'action – c’est-à-dire ne s'engage ni pour ni contre l'acquisition de l'arme nucléaire. Comme concession aux opposants d'une bombe atomique suédoise, on préconise ainsi de remettre sine die une prise de décision définitive. La liberté d'action implique toutefois dans le même temps la poursuite du programme nucléaire militaire, et on fait remarquer à ses partisans qu'il n'est pas question d'un quelconque retard, dans la mesure où le programme nucléaire civil progresse parallèlement, avec plusieurs années d'avance.
Les recherches ne doivent cependant pas être qualifiées de recherches sur la construction d'armes nucléaires, ce qui correspondrait au programme « L », et l'on préconise l'expression « recherches élargies sur la protection anti-nucléaire ». Ceci signifie que le programme « S », tel que défini en 1958, peut se poursuivre, et qu'il se rapproche encore un peu plus dans son périmètre du programme « L ». La direction du parti social-démocrate fait siennes le 14 décembre 1959 les conclusions du groupe de travail, de même que le congrès du parti en 1960. Les nouvelles directives du gouvernement sont adressées au FOA le 17 juin 1960.
Lors de discussions entre le Premier ministre Tage Erlander et l'ÖB Nils Swedlund en 1959, Erlander confirme que le programme de recherche sur la protection doit, dans sa forme élargie, donner des résultats concernant la construction de charges nucléaires. Il affirme néanmoins également que ce qu'il adviendra du programme nucléaire militaire lorsqu'il s'agira de prendre une décision définitive sur la production d'armes est incertain – et que cette décision sera prise en 1963.
Au sein du parti social-démocrate, on essaye donc d'éviter d'attiser les divisions, en reportant la décision pendant plusieurs années, plutôt que d'essayer de créer un compromis avec une décision sur le long terme. C'est donc dans le cadre des recherches sur la protection anti-nucléaire, et de la doctrine de la liberté d'action, qu'un programme d'armement nucléaire pratiquement complet doit être mis en œuvre. Parallèlement, la direction du parti social-démocrate et le gouvernement se rapprochent publiquement des positions des opposants à l'arme nucléaire. De ce fait, les activités de l'AMSA diminuent assez vite, et le mouvement pacifique suédois se recentre sur la création d'une opposition à la bombe atomique chez les grandes puissances nucléaires.
Lorsqu'en 1961, la question est à nouveau évoquée au sein du gouvernement, Tage Erlander lui-même affirme que son opinion a changé par rapport à ce qu'elle était trois à quatre ans plus tôt – il ne l'avait toutefois jamais exprimée publiquement. Pour les années suivantes, on décide néanmoins de maintenir le cap sur la liberté d'action, avec pour le programme nucléaire militaire une extension des délais et la poursuite des recherches. Le conseiller scientifique d'Erlander, Torsten Gustafson, est l'un de ceux qui recommandent de continuer à miser sur la recherche.

## Le programme nucléaire civil prend ses distances

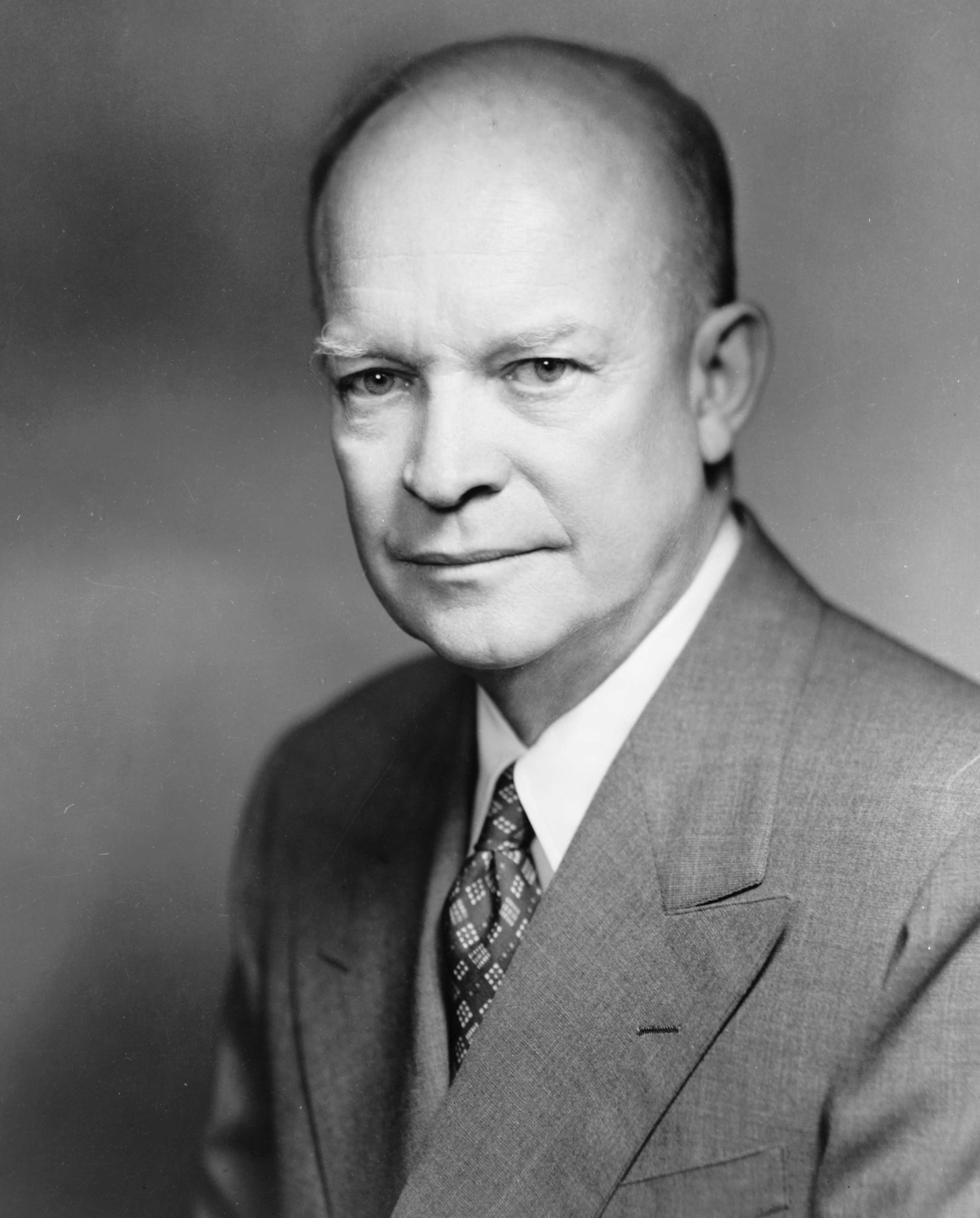
La politique de Dwight D. Eisenhowers facilite la construction de réacteurs nucléaires civils pour les partenaires des États-Unis, mais est une source de difficultés pour le programme nucléaire militaire suédois.

À la suite de la décision de 1956, le programme nucléaire civil passe à la vitesse supérieure, et prend rapidement ses distances sur le programme nucléaire militaire, malgré la « ligne suédoise », et bien que le gouvernement suédois considère, lorsqu'est lancée la politique de liberté d'action en 1959, que le programme civil doit servir de support au programme militaire. Il y a plusieurs raisons à cette divergence. Même si l'entreprise publique AB Atomenergi est associée au programme d'armement nucléaire, sa tâche principale est de mettre au point le plus rapidement possible des réacteurs nucléaires utilisables comme sources d'énergie civile, et elle ne souhaite pas perdre la main face aux autres acteurs suédois du secteur de l'énergie tels que Vattenfall ou ASEA. Dans le même temps, une grande quantité d'informations, et même des composants et des matières premières utiles pour la mise au point de réacteurs, sont devenus disponibles auprès des États-Unis. Dans un discours prononcé en décembre 1953, le président Dwight D. Eisenhower a en effet lancé sa politique Atoms for Peace, qui aboutit en 1955 à la publication de nombreux documents lors d'une conférence à Genève. Acheter du matériel auprès des États-Unis devient également plus rapide, et dans de nombreux cas plus économique, que de produire en Suède. Par contre, des garanties sont exigées concernant l'utilisation exclusivement civile des documents et du matériel en question. Le 1er juillet 1955, un premier accord de coopération est conclu entre la Suède et les États-Unis, suivi le 18 janvier 1956 par un autre accord de partenariat dans le domaine de l'énergie nucléaire civile. La Suède accède ainsi à certains documents précédemment classés top-secret, et peut aussi importer de petites quantités d'uranium enrichi, ainsi que de l'eau lourde à un prix inférieur à celui de l'eau lourde norvégienne. En contrepartie, la Suède s'engage à ce que documents et composants ne soient pas utilisés pour la fabrication d'armes nucléaires ou pour tout autre usage militaire.
Les garanties données en 1957 par AB Atomenergi pour la construction de la première centrale nucléaire suédoise, la centrale d'Ågesta, qui entre en service le 1er mai 1964, constituent ainsi les premières restrictions pouvant porter préjudice au programme d'armement nucléaire, même si l'on parvient côté suédois à éviter de s'engager de façon irrévocable face aux États-Unis.
Même si, comme l'exige la « ligne suédoise », le type de réacteur choisi par AB Atomenergi est dans les grandes lignes celui dont a besoin le programme militaire, sa conception détaillée ne correspond pas aux souhaits du FOA, pour la simple raison que le profil de combustion optimal pour la production d'énergie est différent du profil optimal pour la production de plutonium.
À partir de 1959, le programme nucléaire civil se désintéresse du site de production d'uranium de Ranstad, dont la construction est décidée en 1958, et qui doit être prêt pour 1963, tout comme de la production nationale d'eau lourde. L'idée de se procurer le combustible nucléaire et les autres matières premières stratégiques en Suède est donc abandonnée petit à petit, et la participation du programme civil à la « ligne suédoise » finit par se limiter à la conception et à la construction de réacteurs nucléaires.

## La question du plutonium

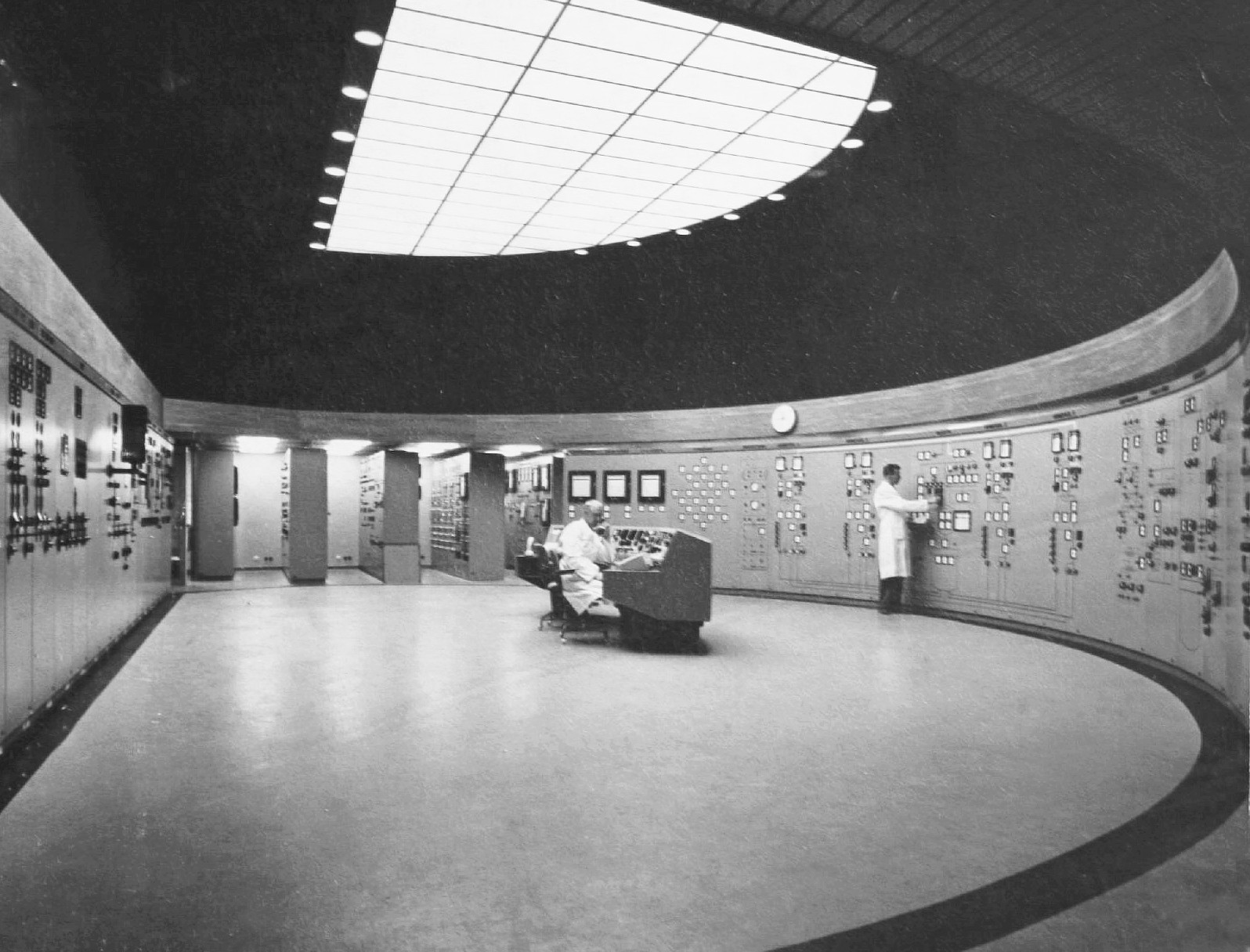
La salle de contrôle de la centrale nucléaire d'Ågesta.

En même temps que le programme nucléaire civil se poursuit de façon indépendante, la problématique de l'accès au plutonium, aussi bien pour la recherche que pour la production ultérieure d'armes nucléaires, se révèle être la principale difficulté technique du programme nucléaire militaire. À fin de recherche, par exemple métallurgique, on peut se contenter de plutonium contenant en plus de l'isotope 239 plus de 7 % d'isotope 240, mais ce type de composition n'est pas utilisable pour la fabrication d'une bombe atomique. Pour la production de plutonium 239 « pur », on envisage le retraitement du combustible usagé en sortie des réacteurs nucléaires civils, notamment du réacteur R3 de la centrale nucléaire d'Ågesta. Mais pour ne pas contrevenir de façon visible aux engagements pris par le programme nucléaire civil dans le cadre de sa collaboration avec les États-Unis, le retraitement doit se faire en Suède. Or, une telle capacité n'existe pas encore lorsque la centrale nucléaire d'Ågesta entre en service. Le réacteur R3 ne devient donc pas pour le programme nucléaire militaire l'atout auquel on avait cru au départ.
Ce problème conduit à ce que l'on envisage à partir de 1957 la construction d'un, voire de deux, réacteurs purement militaires pour la production de plutonium, qui seraient placés dans une installation souterraine. En juillet 1958, AB Atomenergi et le FOA étudient cette option, et concluent qu'un réacteur militaire, constitué de combustible encapsulé dans de l'aluminium, et utilisant de l'eau lourde comme modérateur, aurait un coût opérationnel moindre que les réacteurs de type civil. Par contre, la construction d'un tel réacteur nécessiterait un investissement important, et avec l'installation souterraine, il faudrait compter un délai de 4 à 5 ans avant sa mise en route.
Le programme nucléaire civil se désintéressant de la production nationale de matières premières, les plans du programme nucléaire militaire sont revus en 1959 et 1960. Il s'agit à présent d'inclure dans les estimations la construction d'installations pour la production d'uranium et d'eau lourde, en plus d'un à deux réacteurs pour la production de plutonium. Ceci entraine une hausse conséquente des coûts et des délais estimés. Ces installations n'étant pas incluses dans les programmes « S » et « L » de 1958, leur financement n'est pas prévu dans le cadre des recherches élargies sur la protection anti-nucléaire approuvées par le gouvernement. En 1961, la Défense et le FOA estiment ainsi que l'accès au plutonium est le goulet d'étranglement du programme d'armement nucléaire, et à partir de 1961, l'état-major de armées constate que le programme prend du retard pour cette raison.
Le seul plutonium à avoir jamais été présent en Suède est un échantillon de 100 grammes fourni par le Royaume-Uni à des fins de recherche. Après l'abandon par la Suède de son projet de production de plutonium, cet échantillon est donné à l'Institutt for energiteknikk de Kjeller en Norvège.

## Démarches auprès des États-Unis pour l'achat d'armes nucléaires

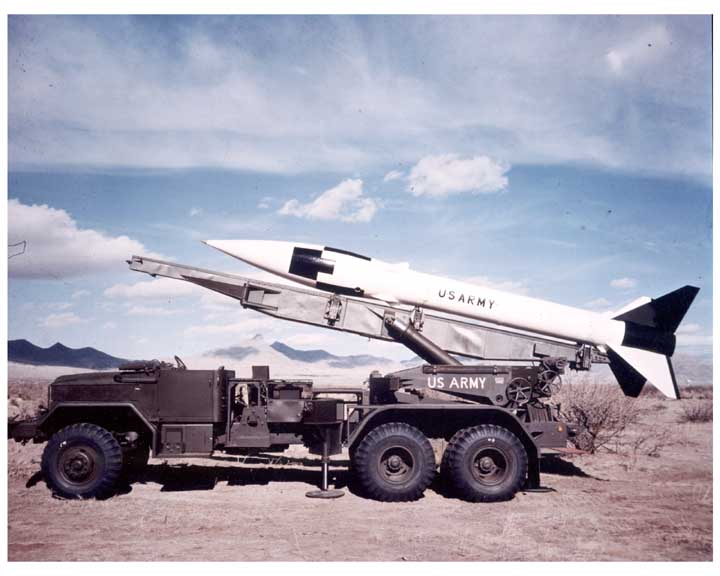
Le MGR-1 Honest John américain.

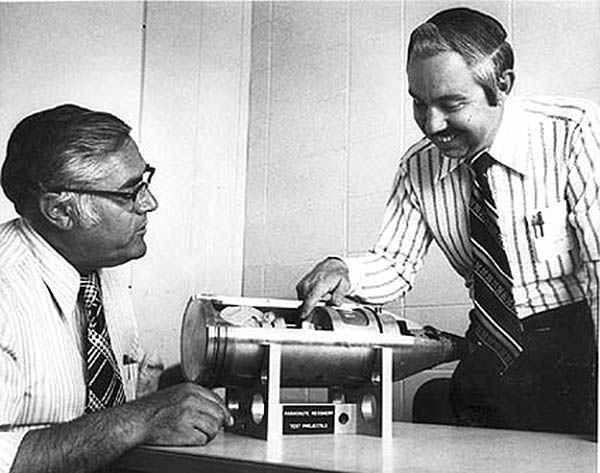
Un obus nucléaire américain, le W48.

Lorsqu'en 1954 l'ÖB recommande que les forces armées suédoises soient équipées de l'arme nucléaire, la construction par la Suède d'une bombe atomique n'est pas la seule alternative à être considérée. Un accord pour que les puissances occidentales arrivent rapidement à la rescousse, ou l'achat d'une petite quantité de bombes atomiques auprès des pays occidentaux (en pratique, des États-Unis), sont aussi envisagés. Cette dernière option apparait, pour des considérations de coût et de délai, comme la meilleure. À partir de 1954, la Suède effectue donc des démarches auprès des États-Unis concernant la possibilité d'acheter des armes nucléaires. Côté suédois, on est conscient que la loi américaine interdit ce type d'exportation, mais on espère une réponse positive, car bien que ne faisant pas partie de l'OTAN, on estime qu'il est dans l'intérêt des États-Unis que la Suède ait une défense forte en cas d'attaque de l'URSS.
Torsten Magnusson du FOA a en particulier des entretiens sur le sujet avec l'envoyé américain Howard A. Robinson en novembre 1954, et Malte Jacobsson du comité Atome en discute avec le contre-amiral Lewis Strauss de la Commission de l'énergie atomique des États-Unis en avril 1955. Le nombre 25 est alors avancé comme exemple de la quantité de charges nucléaires que la Suède envisagerait d'acheter.
En 1957, les démarches s'intensifient quand l'ambassadeur suédois Erik Boheman soulève la question auprès du secrétariat d'État américain, profitant ainsi d'une requête sur l'envoi d'officiers suédois aux États-Unis dans le cadre d'une formation au maniement des armes nucléaires. Boheman souligne que des pays tels que le Danemark et la Norvège ont d'ores et déjà fait l'acquisition de systèmes d'armement susceptibles de transporter des ogives nucléaires (même si ces pays ne disposent pas de charges nucléaires indigènes pour ces armements). La réponse américaine est négative, car la Suède, n'appartenant pas à l'OTAN, ne dispose pas d'accord de défense bilatéral avec les États-Unis, condition sine-qua-non selon la loi américaine pour pouvoir ne serait-ce que considérer une coopération sur l'arme nucléaire. Le message est que si la Suède envisageait de modifier sa politique de non-alignement, une nouvelle requête serait la bienvenue, mais que dans le cas contraire il est inutile d'insister. En 1959, une analyse du secrétariat d'État américain estime que la Suède n'a pas besoin d'être membre de l'OTAN pour qu'un achat d'arme nucléaire soit envisageable, mais qu'il est nécessaire qu'elle ait un accord avec les États-Unis sur les conditions d'une éventuelle utilisation de cette arme, ce qui impliquerait côté suédois l'abandon de la politique de neutralité. Le 6 avril 1960, le conseil de sécurité des États-Unis décide que la position américaine est de ne pas soutenir du tout l'acquisition par la Suède de l'arme nucléaire, même sous la forme d'une bombe atomique de construction locale. On estime en effet qu'il est préférable pour l'occident dans sa défense contre l'URSS que la Suède investisse ses ressources limitées dans des armements conventionnels, plutôt que dans un programme d'armement nucléaire couteux,.
Malgré cette décision, les représentants suédois en contact avec la Défense américaine ont accès au cours des années 1960 à une grande quantité d'informations confidentielles. Il s'agit d'une part de documents relatifs à la tactique nucléaire, et notamment aux capacités de reconnaissance et de prise de décision rapide qu'elle exige, et d'autre part de certaines données de physique nucléaire.
Les représentants suédois peuvent ainsi examiner le système d'arme MGR-1 Honest John, qui peut être équipé d'ogives nucléaires de type W7 et W31. Pour l'artillerie, les États-Unis ont mis au point un obus de 155 mm d'une puissance de 0,072 kilotonne, le W48. Il n'y a toutefois pas trace d'un projet suédois pour une charge nucléaire aussi petite.

## Arsenal envisagé

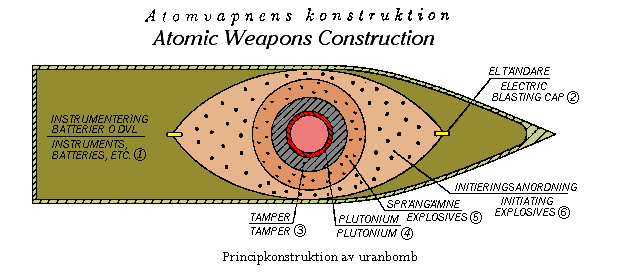
Schéma de principe d'une charge nucléaire suédoise.

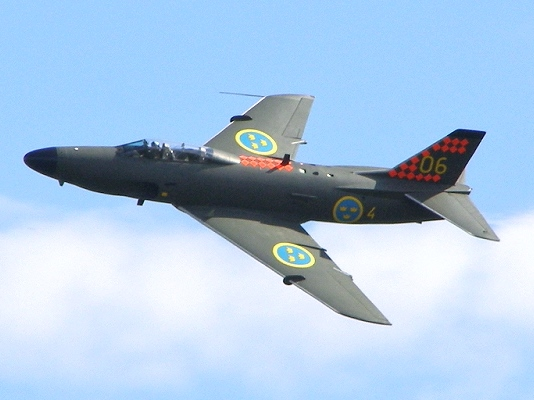
Le Saab 32 Lansen était susceptible de servir au transport des bombes atomiques suédoises.

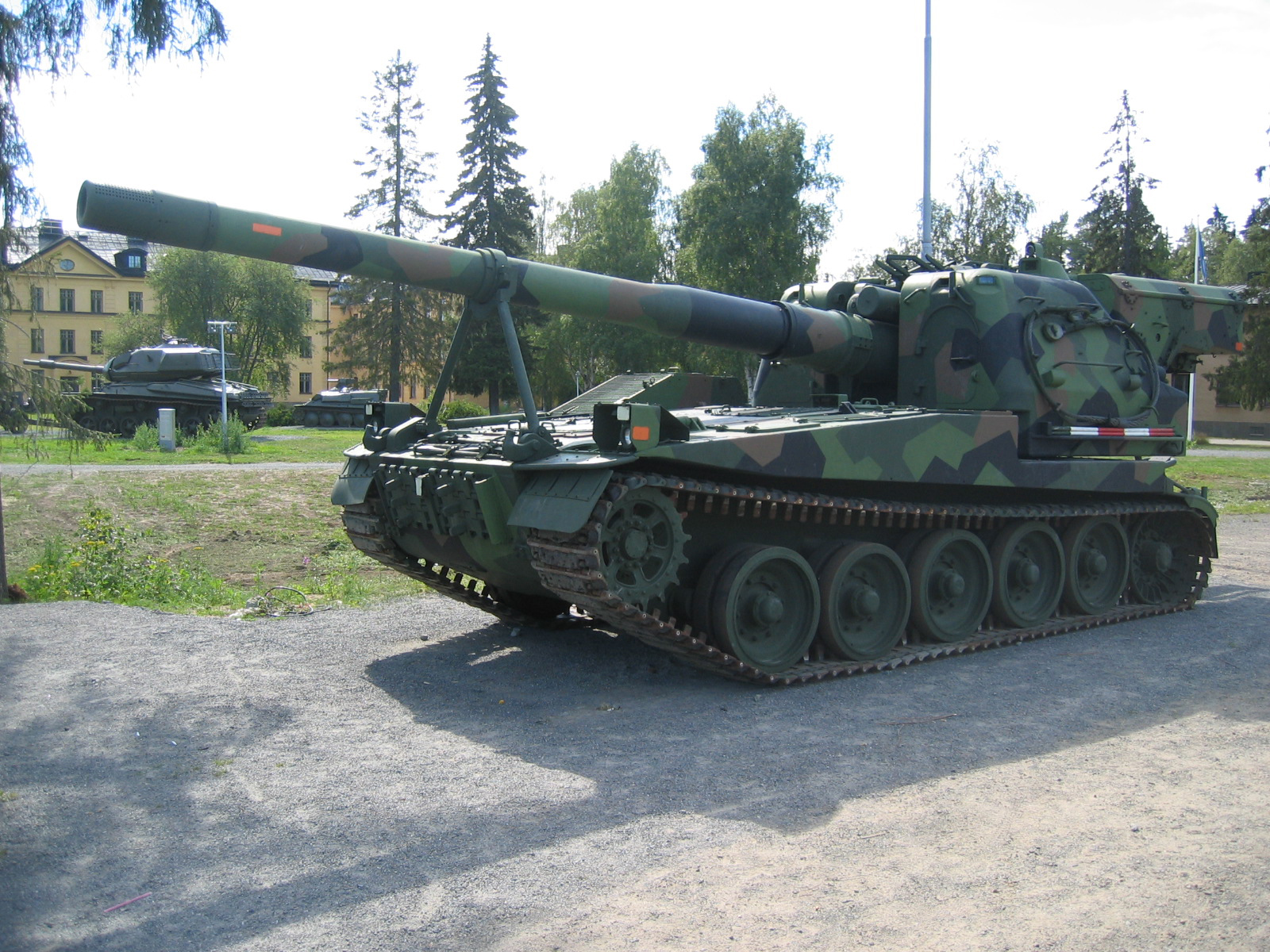
Le Bandkanon 1, une pièce d'artillerie suédoise de 155 mm en service de 1967 à 2003.

L'arsenal nucléaire suédois doit être composé de charges au plutonium (239Pu). Lorsque les premiers schémas de principe font place vers 1955 à une conception plus détaillée des solutions à mettre en place, l'une des premières représentations disponibles est celle d'une bombe aérienne d'un poids de 400 à 500 kg et de 35 cm de diamètre. Une telle bombe peut être transportée par un Saab 32 Lansen.
En 1961-1962, une étude réalisée sous la direction du général Åke Mangård prévoit pour la Suède un arsenal nucléaire composé de 100 charges nucléaires tactiques, équivalent à environ 20 kilotonnes de TNT.

### Porteurs de charges atomiques
Les études des forces armées consacrées à la mise en œuvre opérationnelle des armes nucléaires sont systématiquement axées sur l'utilisation de bombes aériennes transportées par des avions de chasse. Dans la mesure où les plans concernent des armes nucléaires tactiques en nombre limité, il n'est jamais question de concevoir un appareil destiné exclusivement à cette mission. Ce sont donc les avions de chasse les plus modernes de la Force aérienne suédoise qui sont appelés à être armés de bombes nucléaires, en plus d'autres types de munitions. Ainsi, si le programme avait suivi son planning originel, ce sont les Saab 32 Lansen qui auraient été utilisés, et selon le planning amendé, qui prévoit la mise au point de la bombe atomique dans les années 1970, ce sont les Saab 37 Viggen.
Les études envisagent aussi l'utilisation de missiles terrestres d'une portée d'environ 100 km, ou encore de torpilles à destination de sous-marins – vraisemblablement une version modifiée de la torpille 61 à destination des bâtiments de la classe  serpent de mer - mais sans rentrer dans le détail de ces alternatives. C'est au contraire l'utilisation de bombes aériennes qui est décrite de façon détaillée. Entre 1957 et 1959, Saab développe le robot 330, un missile terrestre d'une portée de 500 km pouvant être équipé de charges nucléaires, mais le projet est abandonné pour des raisons de coût.
On a aussi affirmé que d'autres systèmes d'armement suédois esquissés ou développés pendant les années 1950 et 1960 auraient été destinés au transport d'armes nucléaires, entre autres l'avion d'attaque lourd Saab 36, le bandkanon 1 (une pièce d'artillerie de 155 mm) et le missile marin robot 08. Ces affirmations remontent à une époque où les études de la Défense étaient encore secrètes. Il est vrai que les premiers schémas décrivant une bombe atomique suédoise circulent déjà au moment de la conception du Saab 36, mais ce projet est déjà abandonné depuis plusieurs années au profit du Saab 37 Viggen lorsque les premières études militaires (et non plus seulement physiques ou techniques) sont réalisées en 1961-1962. Même si le Saab 36 ne peut pas être considéré comme une partie du programme nucléaire, il est donc vrai qu'il est conçu pour le transport de charges atomiques, et on envisage du reste de former les pilotes de l'avion à cette mission.
En ce qui concerne entre autres le robot 08, les documents précédemment classifiés devenus publics ne donnent aucun crédit aux affirmations selon lesquelles des alternatives aux bombes aériennes ont été envisagées de façon sérieuse. Des missiles marins pourraient, tout comme des torpilles, être utilisés pour les attaques envisagées d'installations portuaires. Mais les études montrent que c'est avec des bombes aériennes que la puissance destructrice est maximale, l'onde de choc d'une explosion sous-marine étant en partie absorbée.
Les affirmations concernant d'éventuels obus à charge nucléaire, destinés aux pièces d'artillerie suédoises de calibre 155 mm, avec une portée maximale de 25 km, doivent être prises avec encore plus de scepticisme. Il est vrai qu'États-Unis et URSS considèrent la mise au point d'obus nucléaires de respectivement 155 mm et 152 mm, et que cela est donc techniquement possible. Mais la seule charge nucléaire de cette taille mise au point par les Américains, le W48, n'a qu'une puissance de 0,072 kilotonnes, bien qu'elle nécessite autant de plutonium qu'une charge beaucoup plus puissante (les États-Unis mettront au point des charges de plus grande puissance pour des obus de calibres 203 mm et 280 mm). Les obus nucléaires reposent aussi sur un principe de fonctionnement, l'implosion linéaire, différent de la fission utilisée dans les bombes aériennes de plus grandes dimensions. Dans la mesure où c'est l'accès au plutonium qui constitue le point d'achoppement pendant toute la durée du programme d'armement nucléaire suédois, et où le facteur coût est observé avec inquiétude, il est difficile d'imaginer que l'on envisage de réduire le nombre de bombes aériennes au profit d'obus d'effet moindre, et qui par-dessus le marché nécessiteraient des coûts de développement supplémentaires en raison d'un principe de fonctionnement différent.

### Cibles envisagées

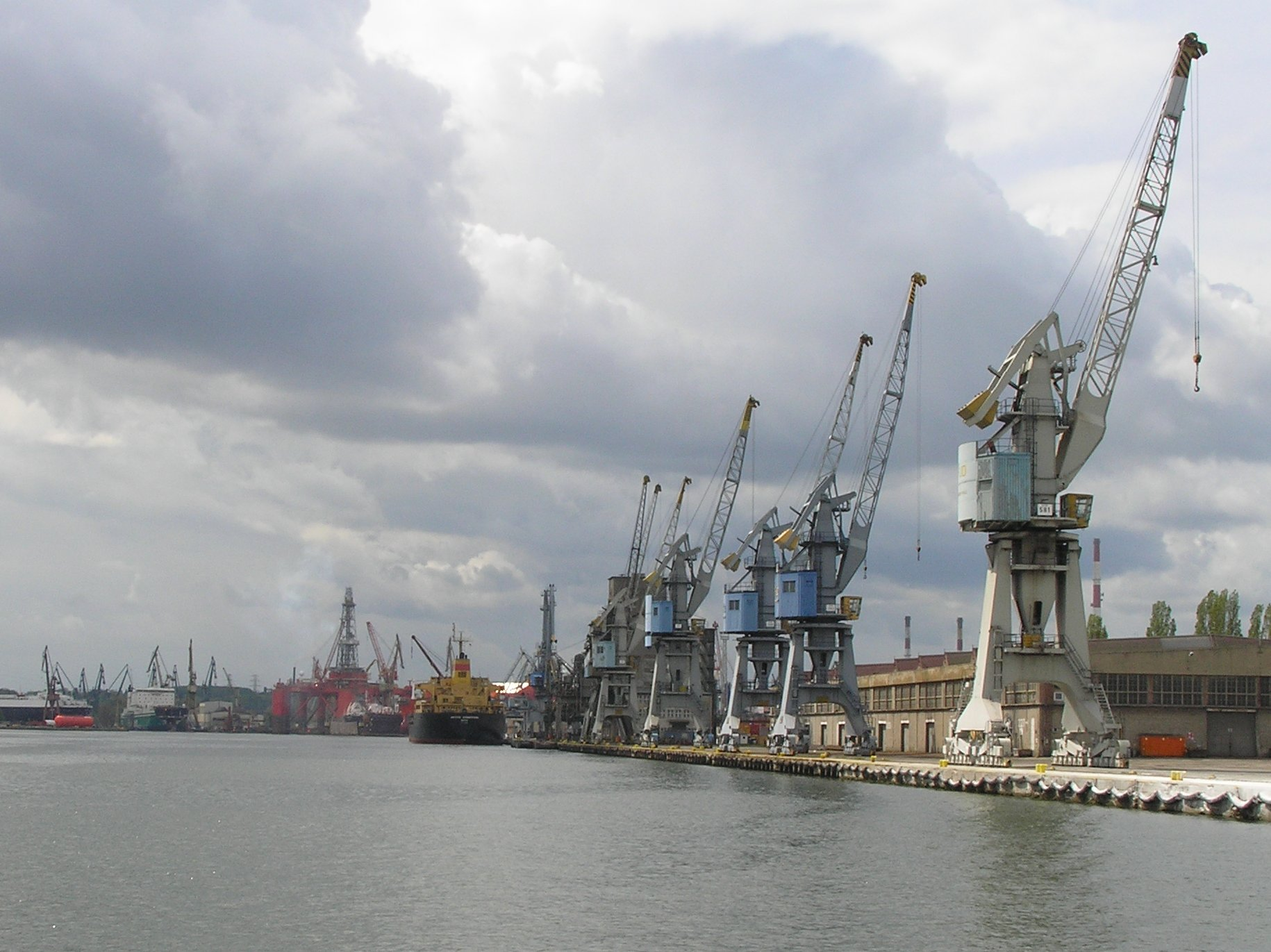
Le port de Gdańsk, l'une des cibles envisagées par les Suédois.

Dès le début, on écarte l'idée de mettre en place un arsenal nucléaire stratégique, permettant d'atteindre des centres de population, d'industrie ou de décision. La Suède ne dispose en effet pas de bombardier de portée stratégique. On envisage plutôt des armes nucléaires tactiques, qui seraient utilisées en cas de guerre sur des objectifs militaires significatifs dans le voisinage de la Suède. Les ports de la mer Baltique constituent l'exemple prééminent de tels objectifs, de même que les bases aériennes ennemies.
En ce qui concerne les ports, on constate qu'ils se situent généralement dans des villes, à proximité de populations civiles, qui seraient donc aussi exposées en cas d'attaque par des armes nucléaires suédoises. Ceci conduit les forces armées à la conclusion qu'une telle utilisation, même s'il s'agit plus d'armes nucléaires tactiques que stratégiques, aurait des conséquences politiques.
L'effet stratégique que l'on espère tirer de la possession de l'arme nucléaire est avant toute chose un effet dissuasif, c'est-à-dire que le simple fait de posséder l'arme nucléaire découragerait toute attaque contre la Suède. En second lieu, cela forcerait un agresseur à faire des adaptations tactiques devant le risque de s'exposer à une réplique nucléaire, ce qui signifie qu'une attaque militaire contre la Suède prendrait plus de temps et demanderait plus de ressources. Dans ce rôle, la possession de l'arme nucléaire aiderait à rétablir un équilibre entre les armements conventionnels.
Pour que la capacité nucléaire ne puisse pas être anéantie par une attaque surprise, on imagine un système dans lequel la plus grande partie des charges sont réparties entre plusieurs bases souterraines hautement protégées, tandis que le reste est transféré régulièrement d'une base aérienne à une autre. Ces plans sont baptisés système Ahasvérus et sont à considérer à la lumière des réflexions sur la capacité de réaction nucléaire.

## Changement d'opinion des forces armées

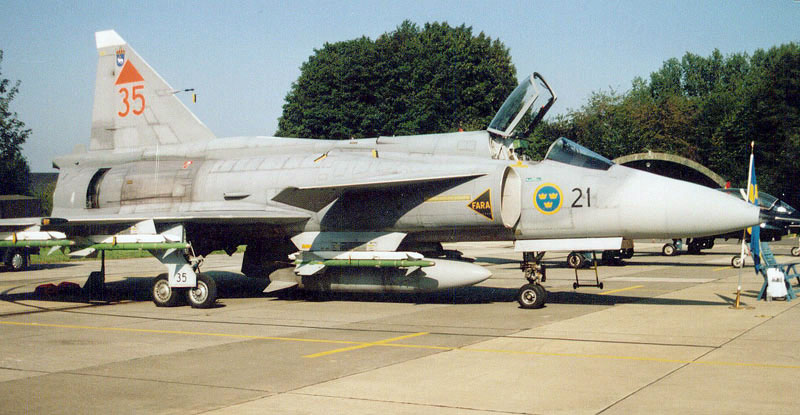
Le coût du programme Viggen a contribué à l'émergence de réticences sur le programme nucléaire au sein des forces armées suédoises.

Après le départ à la retraite en 1961 de Nils Swedlund, qui s'était toujours montré ardemment favorable à l'arme nucléaire, et son remplacement au poste d'ÖB par Torsten Rapp, certain hauts gradés commencent à exprimer en interne des doutes au sujet du programme nucléaire militaire. Ceci s'explique par les retards sur le planning dus aux difficultés rencontrées dans l'approvisionnement en plutonium, et par la révision à la hausse des estimations de coût. Les premières opinions sceptiques proviennent de la force aérienne. En 1961, dans le cadre des travaux sur ce qui va devenir le rapport ÖB-62, le commandant en chef de la force aérienne Stig Norén en fait part à ses homologues de l'armée de terre et de la marine, ainsi qu'au chef d'état-major de la défense par intérim Carl Eric Almgren. Ceci conduit entre autres à la mise en place d'un groupe de travail qui, sous le commandement du général Åke Mangård, réalise entre juin 1961 et février 1962 des analyses poussées sur les conséquences et la valeur militaire de la détention de l'arme atomique. À la suite des demandes insistantes de la force aérienne, le rapport ÖB-62 finit par exprimer une position plus ambivalente au sujet de l'arme nucléaire que le rapport de 1957, même s'il y reste d'une façon générale favorable.
Il peut sembler paradoxal que les représentants de la force aérienne soient les premiers à changer d'avis sur la question de l'arme atomique, dans la mesure où, aux États-Unis comme ailleurs, son avènement a conduit à renforcer l'importance des forces aériennes par rapport aux forces terrestres et navales. Mais la force aérienne fait face au même moment à l'acquisition couteuse du Saab 37 Viggen, et redoute qu'un programme d'arme nucléaire mené à son terme ne vienne le concurrencer. Norén souhaite que soit mise en avant la liste des armes conventionnelles qu'il serait possible d'acquérir en lieu et place de l'arme nucléaire. On ne peut que constater que cette ligne est aussi celle que les États-Unis préconisent pour la Suède à partir de 1960. Il est toutefois impossible de savoir si la position américaine a une influence quelconque sur le changement de cap des responsables des forces armées suédoises.
Le rapport ÖB-65 s'éloigne encore un peu plus de l'hypothèse d'une armée suédoise équipée de l'arme nucléaire. La bombe atomique suédoise y est toujours préconisée en des termes généraux, mais elle ne fait plus partie des plans de la Défense, dans la mesure où aucune décision n'a encore été prise à son sujet, et où l'on entrevoit comme un risque imminent son interdiction à la suite des négociations en cours sur la non-prolifération. Le rapport voit aussi sous un meilleur jour la possibilité de se défendre avec des armes conventionnelles de facture moderne, dans la mesure où l'on a fait sienne la doctrine de la marge (suédois : marginaldoktrinen), qui présume qu'une attaque contre la Suède ne se ferait pas de façon isolée, mais plutôt dans le cadre, et « à la marge », d'un conflit majeur. Dans ce scénario, seule une petite partie de la puissance ennemie pourrait être dirigée contre la Suède.

## Programme nucléaire militaire et politique de désarmement
Au sein des Nations unies, la Suède mène, par le biais notamment d'Östen Undén, une campagne en faveur d'un traité sur l'arrêt des essais nucléaires dès la fin des années 1950. À partir de 1962, elle participe également activement aux négociations sur le désarmement. Entamées en 1960 entre l'OTAN et le pacte de Varsovie, ces négociations ont été rompues en 1961. À l'automne de cette même année, l'assemblée générale des Nations unies décide de leur reprise, et y convie huit pays neutres ou non-alignés, dont la Suède. La première séance de discussion incluant les pays neutres a lieu le 15 mars 1962.
En août 1962, l'URSS, le Royaume-Uni et les États-Unis concluent dans le cadre de ces négociations un accord mettant un terme aux essais nucléaires dans l'atmosphère. Ils appellent tous les pays du monde à les rejoindre, ce qui prend la Suède par surprise. Après un court moment de réflexion, le gouvernement suédois décide de signer le document, et ce en dépit de la politique de liberté d'action. Les tests souterrains n'étant pas proscrits par l'accord, on estime que cette politique n'est pas remise en cause.
À la suite de cet accord, le FOA est chargé de mettre en place à partir de 1963 une installation sismographique, dans le but de détecter d'éventuels contrevenants.
Sur la question de la non-prolifération, les négociateurs suédois adoptent pendant plusieurs années un profil bas, en raison de la politique suédoise de liberté d'action. Jusqu'en 1965, le gouvernement leur donne instruction de ne pas aborder la question. La position du gouvernement change toutefois au début de 1966, et ce changement de cap devient public lorsqu'en mars 1966, le secrétaire d'État du ministère de la Défense Karl Frithiofson affirme, lors d'un discours à l'académie royale des sciences de la guerre, qu'il n'est pas dans l'intérêt immédiat de la Suède de construire sa propre bombe atomique. Il s'agit là d'une rupture par rapport à la politique de liberté d'action précédemment affichée, que trois facteurs permettent d'expliquer. Premièrement, il apparait de plus en plus difficile de faire place à un programme d'armement nucléaire dans le budget des forces armées suédoise. Deuxièmement, on réalise, par exemple en étudiant la doctrine de riposte graduée de l'OTAN, que les guerres du futur pourront aussi bien être de nature conventionnelle. Enfin, on estime, de façon paradoxale, que la Suède est de toutes les façons protégée par l'arsenal nucléaire américain,. Juste avant la décision du gouvernement, les forces armées affirment pourtant que la sécurité de la Suède sera pénalisée si le pays ratifie l'accord de non-prolifération, qui n'engage que les petites nations ne disposant pas encore de l'arme nucléaire, tandis qu'États-Unis et URSS peuvent conserver leur arsenal. Il s'agirait donc pour la Suède de mettre un terme à la liberté d'action sans obtenir de contrepartie, et tout en restant sous la menace nucléaire étrangère.
Le traité de non-prolifération est finalisé en 1968. La Suède le ratifie le 19 août, juste après l'Allemagne de l'Ouest.

## Démantèlement
En mars 1966, Karl Frithiofson reconnait lors d'un discours devant l'académie royale des sciences de la guerre que l'idée d'une acquisition par la Suède de l'arme nucléaire est abandonnée, et signe donc la fin de la politique de liberté d'action. Ce changement de cap est réaffirmé dans le plan Défense de 1968, et avec la signature du traité de non-prolifération la même année, commence au sein du FOA le démantèlement de toutes les recherches orientées vers la construction de l'arme atomique. Le ralentissement de ces recherches commence en fait dès 1967, en même temps qu'une augmentation des travaux sur les armes conventionnelles est décidée. À partir de 1968, ce qu'il reste des recherches sur le nucléaire est focalisé sur la question de la protection anti-nucléaire, et le démantèlement des activités liées au programme d'armement prend fin en 1972. L'étape la plus significative en est la fermeture du laboratoire sur le plutonium de Sundbyberg.
À l'étranger, les compétences suédoises en matière d'armements nucléaires sont considérées comme très élevées, et on estime que la Suède était, avant le démantèlement de son programme nucléaire militaire, capable de construire une bombe atomique dans un délai court.

## Après le programme nucléaire militaire

### Protection anti-nucléaire et support au désarmement
Les recherches sur l'arme nucléaire se poursuivent au FOA même après la fin du démantèlement, mais de façon beaucoup moins significative. En 1972, les ressources ne représentent ainsi plus qu'un tiers de ce qu'elles étaient en 1964-1965. Les recherches sur la protection contre les armes nucléaires, sans lien avec leur construction ou avec la liberté d'action, continuent. Paradoxalement, c'est cette partie du programme qui était au départ considérée comme la moins prioritaire, l'idée de « protection anti-nucléaire » constituant alors surtout une rhétorique politicienne.
Les connaissances accumulées sur la construction de l'arme atomique servent plus tard à la Suède dans le cadre de programmes de désarmement.

### Documents sur le programme nucléaire militaire
Selon la loi suédoise, les documents classifiés peuvent être rendus publics après une période de 40 ans. De nombreux documents concernant le programme d'armement nucléaire sont ainsi devenus accessibles au cours des années 1990, et ont pu servir de bases au travail des historiens, tels que Wilhelm Agrell. D'autres documents classifiés sont toutefois protégés pendant une période de 70 ans, et les documents de cette nature ayant trait au programme d'armement nucléaire ne sont pas encore disponibles aujourd'hui (2012).

### Controverses sur la poursuite des activités après 1958
En 1985, le magazine suédois Ny Teknik publie une série d'articles consacrés au programme nucléaire militaire de la Suède, qui incluent un certain nombre d'affirmations sur des faits précédemment inconnus du public, qualifiés par le magazine lui-même de révélations. Ny Teknik prétend que les activités de recherche qui se sont poursuivies après 1958, notamment au sein du FOA, contrevenaient directement à la décision du parlement. À la suite de ces révélations, le chef des services juridiques du ministère de la Défense, Olof Forssberg, est chargé d'une enquête. Remis en 1987, le rapport Forssberg conclut que toutes les activités du FOA se sont inscrites dans le cadre fixé par le parlement, à savoir la protection anti-nucléaire et la liberté d'action.
En novembre 1994, le Washington Post publie à son tour un article selon lequel la Suède aurait gardé secrètement ouverte la porte de son programme nucléaire militaire. Cette affirmation s'appuie sur le fait que, bien que n'ayant pas été démantelé, le réacteur R3 de la centrale nucléaire d'Ågesta n'est pas sujet aux inspections prévues dans l'accord de non-prolifération. Même si le réacteur est inactif, il est susceptible d'être relancé à tout moment. La réponse de l'inspection suédoise des installations nucléaires (SKI), est que si la centrale nucléaire d'Ågesta n'est pas concernée par les inspections, c'est parce que l'accord de la Suède avec l'AIEA a été conclu en 1975 (et non pas en 1968 lorsque l'accord de non-prolifération a été ratifié), et qu'à cette date, le réacteur R3 avait déjà été stoppé, et tout le matériel fissile avait été enlevé. Dans la mesure où aucun des composants restants n'a fait l'objet d'une maintenance depuis 1974, la SKI ne considère pas le réacteur en état de fonctionnement.

## Chronologie du programme nucléaire militaire suédois
- 1945:
  - Les États-Unis tentent d'obtenir un monopole sur les réserves d'uranium suédoises.
  - Explosions atomiques sur Hiroshima et Nagasaki.
  - Le FOA reçoit de l'ÖB les premières demandes concernant l'arme nucléaire – il s'agit de réunir les connaissances sur le sujet.
  - Mise en place du comité Atome.
- 1947 : création d'AB Atomenergi.
- 1948: Le FOA est chargé d'étudier la possibilité de produire une bombe atomique, c'est le coup d'envoi du programme nucléaire militaire suédois.
- 1952 : le commandant en chef de la force aérienne Bengt Nordenskiöld se prononce publiquement en faveur d'une arme nucléaire suédoise.
- 1953 : Les États-Unis lancent le programme Atoms for Peace.
- 1954:
  - Le rapport ÖB-54 se prononce de fait pour une arme nucléaire suédoise.
  - Le premier réacteur suédois R1 entre en service.
  - Premières démarches suédoises pour l'achat d'armes nucléaires auprès des États-Unis.
- 1955 :
  - Premiers schémas détaillés d'une arme nucléaire suédoise.
  - Le gouvernement social-démocrate apparait divisé sur la question de l'arme nucléaire.
  - Conclusion d'un premier accord de partenariat entre les États-Unis et la Suède sur le nucléaire civil.
- 1956 : Une étude gouvernementale propose que la Suède mise sur l'énergie nucléaire avec du combustible produit localement, c'est la « ligne suédoise ».
- 1957 :
  - Le rapport ÖB-57 prend clairement position en faveur d'une arme nucléaire suédoise.
  - Le débat public sur l'arme nucléaire prend de l'ampleur.
  - AB Atomenergi achète aux États-Unis du matériel pour la construction de la centrale nucléaire d'Ågesta et s'engage à ce que ce matériel soit utilisé exclusivement à des fins civiles – ceci complique la production de plutonium pour le programme militaire.
  - L'ambassadeur suédois évoque l'achat d'armes nucléaires avec le secrétariat d'État américain.
- 1958 :
  - Le FOA présente deux programmes de recherche distincts : protection anti-nucléaire (programme « S ») et construction d'une charge nucléaire (programme « L »).
  - Présentation de la première étude sur un réacteur purement militaire, afin d'assurer la production de plutonium.
  - Dans son projet de budget, l'ÖB sollicite l'approbation du gouvernement pour le programme « L », en dépit des mises en garde du ministre de la Défense qui souhaite ménager les divisions au sein du parti social-démocrate.
  - Le gouvernement rejette le financement du programme « L », mais préconise le financement du programme « S » sous un intitulé différent. Le parlement approuve.
- 1959 : Un groupe de travail social-démocrate propose un compromis sous la forme de recherches élargies sur la protection contre les armes nucléaires tout en maintenant la liberté d'action.
- 1960 :
  - Le congrès du parti social-démocrate se prononce en faveur du compromis, et le gouvernement diffuse des directives en ce sens.
  - Les États-Unis décident de ne pas vendre d'arme nucléaire à la Suède, et de ne pas non plus apporter leur soutien au programme nucléaire militaire de la Suède.
  - En raison des difficultés rencontrées pour la production de plutonium, le coût estimé du programme d'armement nucléaire augmente significativement.
- 1961 : Après le départ à la retraite de l'ÖB Swedlund, les premiers signes de scepticisme apparaissent au sein du commandement des forces armées suédoises.
- 1962 :
  - Le rapport ÖB-62 est toujours favorable à la bombe atomique suédoise, mais de façon moins marquée qu'ÖB-57.
  - La Suède commence à prendre une part active dans les négociations internationales sur le désarmement. Traité sur l'interdiction des essais nucléaires.
- 1965: Le rapport ÖB-65 se prononce en faveur de la bombe atomique suédoise, mais ne contient plus de plan concret pour sa mise au point.
- 1966: Abandon de la politique de liberté d'action, la Suède commence à jouer un rôle moteur sur le traité de non-prolifération.
- 1967: Amorce d'une réduction des recherches sur l'arme nucléaire.
- 1968:
  - La Suède ratifie le traité de non-prolifération.
  - Le démantèlement du programme nucléaire militaire commence, en dehors des recherches réellement axées sur la protection.
- 1972 : Le démantèlement du programme d'armement s'achève avec la fermeture du laboratoire de recherche sur le plutonium.
- 1974 : Arrêt de la centrale nucléaire d'Ågesta.

### Autres ouvrages
- (sv) Claës Skoglund, Det bästa försvarsbeslutet som aldrig kom till stånd, Svenskt Militärhistoriskt Bibliotek, 2009 (ISBN 978-91-85789-57-3).
- (sv) Wilhelm Agrel, Fredens Illusioner - Det svenska nationella försvarets nedgång och fall 1988-2009, Atlantis, 2009 (ISBN 978-91-7353-417-8).
- (sv) Carl Björeman, År av uppgång, år av nedgång - Försvarets ödesväg under beredskapsåren och det kalla kriget, Svenskt Militärhistoriskt Bibliotek, 2009 (ISBN 978-91-85789-58-0).